# Os Mais Belos Sambas Enredo de Todos os Tempos
Os Mais Belos Sambas Enredo de Todos os Tempos é o sexto álbum de estúdio do cantor e compositor brasileiro Dudu Nobre, lançado em 2007. No álbum, lançado pela Universal Music, o cantor revisita consagradas composições do gênero samba-enredo, escolhidas em votação pública no programa televisivo Domingão do Faustão.
O sucesso comercial do álbum levou à gravação de uma versão ao vivo na Praça da Apoteose, contendo participações especiais de Arlindo Cruz, Zeca Pagodinho, Neguinho da Beija-Flor, entre outros. O álbum ao vivo foi lançado em 2014, tendo sido amplamente elogiado pela performance e produção cênica do conjunto de bailarinos que acompanhavam o cantor.

## Faixas
| N.º            | Título                                         | Compositor(es)                                       | Duração |  |
| 1.             | "Batucada 01"                                  |                                                      | 1:23    |  |
| 2.             | "É Hoje"                                       | Didi, Mestrinho                                      | 3:42    |  |
| 3.             | "Peguei um Ita no Norte"                       | Demá Chagas, Arizão, Bala, Guaracy, Celso Trindade   | 4:19    |  |
| 4.             | "Aquarela Brasileira"                          | Silas de Oliveira                                    | 4:23    |  |
| 5.             | "Liberdade! Liberdade! Abra as Asas sobre Nós" | Niltinho Tristeza, Preto Jóia, Vicentinho e Jurandir | 3:53    |  |
| 6.             | "Sonhar Não Custa Nada! Ou Quase Nada"         | Dico da Viola, Moleque Silveira e Paulinho Mocidade  | 3:18    |  |
| 7.             | "Kizomba, Festa da Raça"                       | Rodolpho, Jonas e Luiz Carlos da Vila                | 4:16    |  |
| 8.             | "Bumbum Praticumbum Prugurundum"               | Beto Sem Braço, Aluísio Machado                      | 3:30    |  |
| 9.             | "O Amanhã"                                     | João Sérgio                                          | 3:18    |  |
| 10.            | "Lendas e Mistérios da Amazônia"               | Catoni, Jabolô e Waltenir                            | 2:48    |  |
| 11.            | "Menininha do Gantois"                         | Djalma Crill e Toco                                  | 4:01    |  |
| 12.            | "Os Sertões"                                   | Edeor de Paula                                       | 4:16    |  |
| 13.            | "100 Anos de Liberdade - Realidade Ou Ilusão?" | Alvinho, Hélio Turco e Jurandir                      | 3:57    |  |
| Duração total: | Duração total:                                 | Duração total:                                       | 48:23   |  |